# Mikvaot (Talmud)

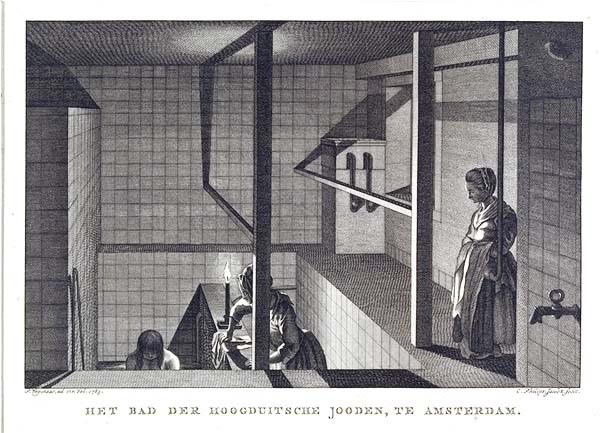
Una mikvé ubicada en Ámsterdam, en los Países Bajos.

El tratado talmúdico de Mikvaot (en hebreo: מסכת מקואות) (transliterado: Masejet Mikvaot ) es una sección de la Mishná y el Talmud, que habla sobre la construcción y el mantenimiento de una Mikvé, un baño ritual judío. Como la mayor parte del orden talmúdico de Tohorot, Mikvaot está presente solamente en la Mishná, y no tiene un comentario en la Guemará, ni en el Talmud de Jerusalén, ni en el Talmud de Babilonia. El tratado contiene 10 capítulos, y cuenta con 83 versículos en total.